# Antoine-François de Laval
Antoine-François de Laval (Lione, 26 ottobre 1664 – Tolone, 5 settembre 1728) è stato un cartografo e astronomo francese.
Entro nel noviziato il 25 settembre 1680, dopo aver studiato grammatica e retorica, nel 1697, fu nominato professore reale di matematica e idrografia per gli ufficiali e le guardie marine a Marsiglia. Nel 1702 costruì un osservatorio associato alla scuola reale di idrografia della marina francese. Condusse un vasto programma di osservazioni dei satelliti di Giove, delle macchie solari e delle occultazioni lunari di stelle e pianeti.  Qui lavorò con Jean-Mathieu de Chazelles per perfezionare la carta della costa della Provenza. Nel 1718 lasciò Marsiglia per andare a insegnare idrografia a Tolone dove realizzò un altro osservatorio per continuare gli studi astronomici.
Nel 1720 compì un viaggio in America realizzando molte osservazioni idrografiche, topografiche, fisiche e astronomiche. Nel 1728 pubblicò il volume Voyage de la Louisiane contenent divers observations de physique, d’astronomie & de marine.